# São Gonçalo do Pará (ort)
São Gonçalo do Pará är en ort i Brasilien.   Den ligger i kommunen São Gonçalo do Pará och delstaten Minas Gerais, i den sydöstra delen av landet, 600 km sydost om huvudstaden Brasília. São Gonçalo do Pará ligger 735 meter över havet och antalet invånare är 10 405.
Terrängen runt São Gonçalo do Pará är platt, och sluttar västerut. Runt São Gonçalo do Pará är det ganska tätbefolkat, med 75 invånare per kvadratkilometer.. Närmaste större samhälle är Divinópolis, 18,2 km söder om São Gonçalo do Pará.
Omgivningarna runt São Gonçalo do Pará är huvudsakligen savann.